# NGC 1762
NGC 1762 是位於北天猎户座的一個螺旋星系。它在哈伯序列中被歸類為Sc。据估计它距离银河系2.09亿光年，直径约为105,000光年。该天體于1785年10月8日由威廉·赫歇爾所发现。